# Tilde Johansson
Tilde Johansson (* 5. Januar 2001) ist eine schwedische Leichtathletin, die sich auf den Weitsprung spezialisiert hat und auch im Hürdenlauf an den Start geht.

## Sportliche Laufbahn
Erste internationale Erfolge erzielte Tilde Johansson im Jahr 2017, als sie beim Europäischen Olympischen Jugendfestival (EYOF) in Győr mit einer Weite von 6,10 m die Bronzemedaille im Weitsprung und konnte den Finallauf im 100-Meter-Hürdenlauf nicht beenden. Im Jahr darauf siegte sie dann bei den U18-Europameisterschaften ebendort mit neuem Meisterschaftsrekord von 6,33 m im Weitsprung. 2019 nahm sie im 60-Meter-Hürdenlauf an den Halleneuropameisterschaften in Glasgow teil und schied dort mit 8,31 s in der ersten Runde aus. Anschließend siegte sie bei den U20-Europameisterschaften im heimischen Borås in 13,16 s und gewann im Weitsprung mit 6,52 m. Zudem nahm sie im Weitsprung an den Weltmeisterschaften in Doha teil, erreichte dort mit 6,48 m aber nicht das Finale. 2020 siegte sie in 13,70 s über 100 m Hürden beim Karlstad GP und im Jahr darauf siegte sie mit 6,54 m im Weitsprung beim Göteborg Friidrott GP. 2023 belegte sie bei der 1. Liga der Team-Europameisterschaft im Zuge der Europaspiele in Chorzów mit 6,39 m den siebten Platz im Weitsprung und anschließend gelangte sie bei den U23-Europameisterschaften in Espoo mit 6,56 m auf dem fünften Platz. Kurz darauf schied sie bei den Weltmeisterschaften in Budapest mit 5,99 m in der Qualifikationsrunde aus. Im Jahr darauf verpasste sie bei den Europameisterschaften in Rom mit 6,55 m den Finaleinzug.
In den Jahren 2019 und 2020 wurde Johansson schwedische Hallenmeisterin im 60-Meter-Hürdenlauf sowie 2019 auch im Weitsprung und im Hallenfünfkampf.

## Persönliche Bestleistungen
- 100 m Hürden: 13,16 s (+0,1 m/s), 20. Juli 2019 in Borås
  - 60 m Hürden (Halle): 8,14 s, 19. Januar 2019 in Växjö
- Weitsprung: 6,73 m (+1,3 m/s), 3. Juli 2019 in Karlstad (schwedischer U20-Rekord)
  - Fünfkampf (Halle): 4201 Punkte, 3. Februar 2019 in Uppsala